# 青岛观象二路小学

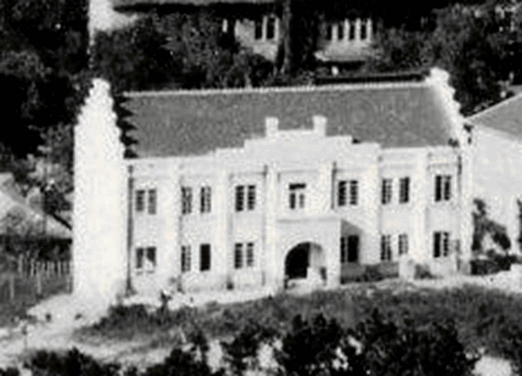
原崇德小学、观象二路小学教学楼，1930年代

青岛观象二路小学，原校址位于中国山东省青岛市市南区观象二路9号，原为北美长老会创办的崇德小学，1950年代初改公立，现已撤销。
36°04′18″N 120°19′22″E / 36.07167°N 120.32278°E

## 校史
1929年，北美长老会创办的崇德中学在观象山北麓的崇德中学二院附设崇德小学。1930年代建两层教学楼一栋，与崇德中学陶里克楼出自同一图纸。1937年脱离崇德中学，成为完全小学。1943年改名培德小学，1944年，日伪教育局将该校收归公立，改为青岛特别市观象山路小学校。1945年抗战胜利后复名崇德小学。1951年，该校有教职员18人，高级4个班，初级8个班，学生746人。1951年3月，崇德小学由青岛市人民政府接管。1952年，崇德小学与胶州路东本愿寺旧址的私立纯德小学合并为观象二路小学，原东本愿寺址一度改为观象二路小学分校，直至1959至1960年间寺址拆除建设电车整流站。1987至1988年间，观象二路小学有18个教学班，学生456人，教职员47人，校舍占地面积7亩，建筑面积2688平方米。1990年代，观象二路小学旧楼拆除，原址用于建设市南区教育局宿舍楼。2002年，观象二路小学撤销，原址改为三江学校。

## 知名校友
- 倪萍，中央电视台主持人
- 宋佳，演员